# Tour of Hangzhou
|  | Denne artikel eller sektion om sport er forældet eller ikke opdateret. Se artiklens diskussionsside eller historik. Løbet er aflyst |

Tour of Hangzhou er et kinesiske etapecykelløb der køres i og omkring Hangzhou ved den kinesiske østkyst. Den første planlagte udgave i 2012 blev aflyst, og skulle havde været det sidste løb i UCI World Tour 2012.
I UCI World Tour 2013 er løbet igen blev tilføjet løbslisten, og skal afvikles som det 28 ud af 29 løb i serien, umiddelbart før Tour of Beijing.
Løbet er et partnerskab mellem det internationale forbund UCIs kommercielle selskab Global Cycling Promotion og bystyret i Hangzhou. Den praktiske arrangør er franske ASO, og løbet er en del af UCI World Tour.

## Vindere
| År   | Vinder | Hold | 2. plads | 3. plads |
| ---- | ------ | ---- | -------- | -------- |
| 2013 |        |      |          |          |